# Bonrepas
Bonrepas is een buurtschap in de Nederlandse gemeente Krimpenerwaard in de Nederlandse provincie Zuid-Holland. De buurtschap bevindt zich in de oostelijke uitstulping van de gemeente, en ligt tussen het riviertje de Vlist en de Eerste Wetering in de Polder Bonrepas en Noord-Zevenlander. De buurtschap strekt zich uit langs het riviertje en kent hierdoor een lintbebouwing. De dijk die het achterland tegen de Vlist beschermt ligt op 0,3 meter onder NAP en de achterliggende polders op 0,9 tot 1,2 meter onder NAP. In de buurtschap bevindt zich onder andere de Bonrepasmolen. Voor de postadressen valt Bonrepas onder de woonplaats Vlist.

## Geschiedenis
Tot en met 31 december 2014 was Bonrepas onderdeel van de gemeente Vlist. Op 1 januari 2015 ging de plaats samen met de gemeente op in de fusiegemeente Krimpenerwaard.

### Aanhouding van Wilhelmina van Pruisen
Bij Bonrepas vond op 28 juni 1787 aan het riviertje de Vlist, aan de weg van Schoonhoven naar Haastrecht, de aanhouding plaats van Wilhelmina van Pruisen, de vrouw van stadhouder Willem V. Deze gebeurtenis is echter bekend geworden als de aanhouding bij Goejanverwellesluis.

## Trivia

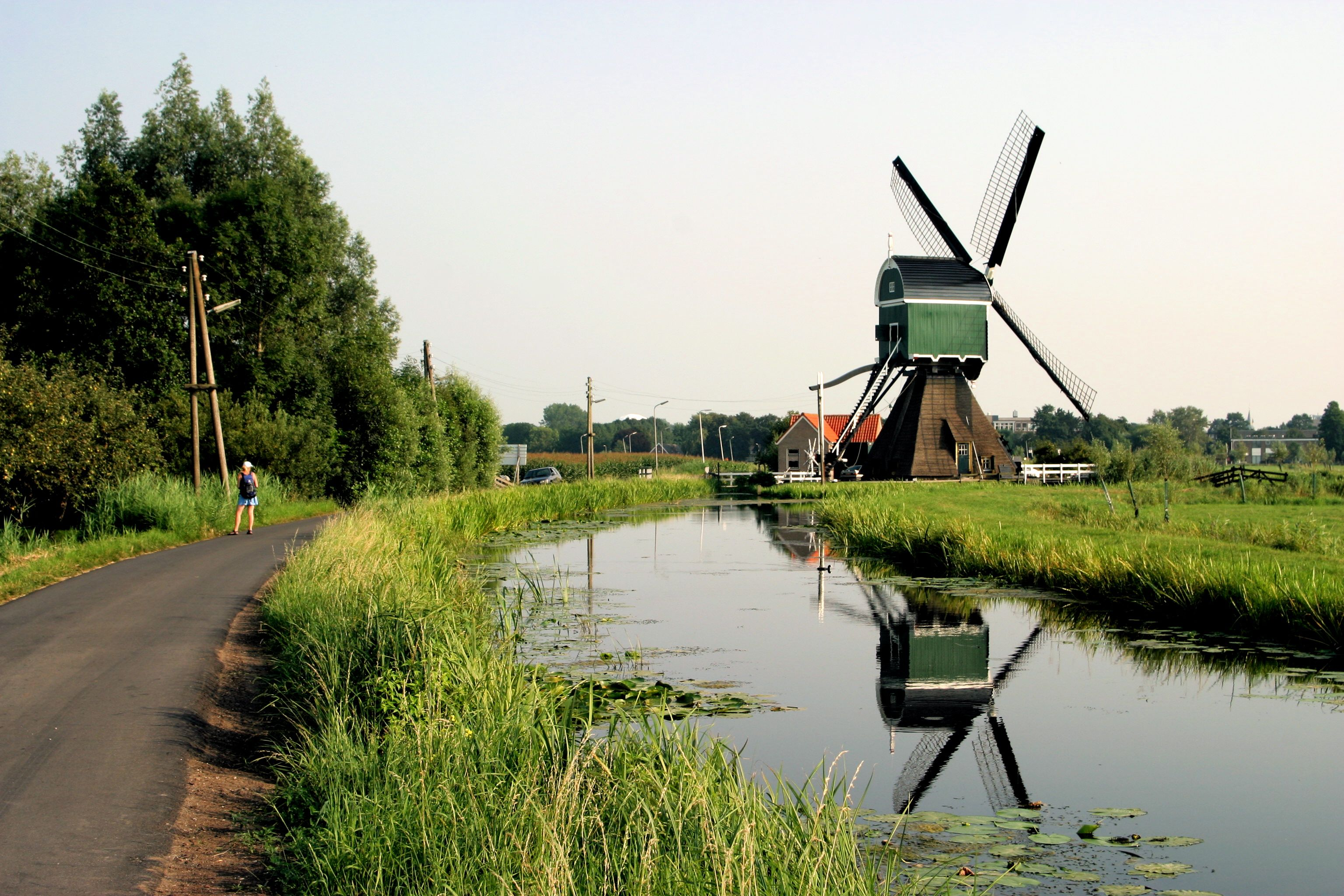
Bonrepasmolen

- "Bon repas" is Frans voor "goede/lekkere maaltijd".
- "Bonrepas" is ook bekend onder de naam "Boenderpas" of "Boerenpas".[7]
- "Bon Repas" is ook de naam van een kaas die in een nabijgelegen polder Polsbroek gemaakt wordt.[7]

Hoofdplaats: Stolwijk    
Steden: Haastrecht · Schoonhoven

Dorpen: Ammerstol · Bergambacht · Berkenwoude · Gouderak · Krimpen aan de Lek · Lekkerkerk · Ouderkerk aan den IJssel · Vlist · Willige Langerak

Buurtschappen: Achterbroek · 't Beijersche · Beneden-Haastrecht · Benedenheul · Benedenberg · Benedenkerk · Bilwijk · Bonrepas · Bergstoep · Bovenberg · Boven-Haastrecht · Bovenstad/Steenplaats · Goudseweg · De Hem · Hoogedijk · IJssellaan · Kadijk · Koolwijk · Lageweg · Opperduit · Oudeland · Rozendaal · Schoonouwen · Schuwacht · Stein · Tussenlanen · 't Zwaantje · Zuidbroek

Zuid-Holland: Steden en dorpen    Nederland: Provincies · Gemeenten